# قائمة المناطق البيئية في جيبوتي
هذه قائمة بالمناطق البيئية الموجودة في جيبوتي كما حددتها منظمة أرض واحدة:

## المناطق البرية
تقع جيبوتي في المنطقة الأفريقية الاستوائية. وتقع اثنتان من مناطقها البيئية الثلاث فيالصحاري والمناطق الأحيائية الشجرية الجافة، وتتمثل تلك المناطق الفبيئية فيما يلي:
- الصحراء الساحلية الإريترية[2]
- الأراضي الشجرية الجافة في جيبوتي[3]
- أشجار المانغروف في البحر الأحمر[4]